# Coppernicus
Coppernicus bezeichnet den Astronomen Nikolaus Kopernikus, in der Schreibweise, die aufgrund eigenhändiger Unterschriften u. a. von Maximilian Curtze und dem Biografen Leopold Prowe befürwortet wurde. Auch Hermann Rauschning, ebenfalls wie der Astronom und Prowe in Thorn geboren, und Georg Hermanowski betitelten Werke in dieser Schreibweise.
Davon abgeleitete Verwendungen:
- Coppernicus-Verein für Wissenschaft und Kunst zu Thorn, siehe Leopold Prowe
- (1322) Coppernicus, 1934 entdeckt
- Coppernicus-Gymnasium in Norderstedt